# For You (CLIFF EDGEのアルバム)
『for You』（フォー・ユー）は、CLIFF EDGEの2枚目のフルアルバム。

## 内容
- ミニアルバム『VOYAGE』を挟み、『to You』から1年9ヶ月ぶりとなるフルアルバムである。
- 初回盤と通常盤が発売され、初回盤にはミュージック・クリップ4曲と、2009年8月15日(土)に代官山UNITで行われた2度目のワンマンライブ「Premium Live '09 "VOYAGE"」のライブ映像4曲を収録したDVDが付いている。ライブ映像がDVD化されたのはCLIFF EDGEとしては初めてのこととなった。

## 収録曲

### DISC1-CD
1. また二人で… 〜あの日の帰り道〜 feat. RSP
  - 作詞：JUN, SHIN 作曲：DJ ARTS a.k.a ALL BACK, JUN
  - Produced by DJ ARTS a.k.a ALL BACK, CLIFF EDGE

このアルバムのリード曲。
2. SA・YO・NA・RA 〜君を忘れないよ〜
  - 作詞：JUN, SHIN 作曲：JUN
  - Produced by JUN

3枚目のシングル。
3. After 5 Fanfare !!
  - 作詞：JUN, SHIN 作曲：JUN
  - Produced by JUN
4. 終わりなき旅 feat. AJ
  - 作詞：JUN, SHIN 作曲：JUN
  - Produced by JUN

ミニアルバム『VOYAGE』収録曲。
5. Remind of You
  - 作詞：JUN, SHIN 作曲：JUN
  - Produced by JUN, DJ GEORGIA
6. One Stage ―interlude―
  - 作曲：JUN, DE GEORGIA
  - Produced by JUN, DE GEORGIA
7. Back Stage Pass feat. LISA
  - 作詞：JUN, SHIN, LISA 作曲：JUN, DJ GEORGIA, LISA
  - Produced by JUN, DJ GEORGIA

女性歌手、LISAを迎えて制作されたダンスチューン。
8. キズナ 〜Get a DREAM〜
  - 作詞：JUN, SHIN 作曲：JUN
  - Produced by JUN
9. 16小節のRap Letter
  - 作詞：JUN, SHIN 作曲：JUN
  - Produced by JUN

父母に向けた、感謝のメッセージを綴った楽曲。
10. One Kiss ―interlude―
  - 作曲：DJ GEORGIA
  - Produced by DJ GEORGIA
11. Feelin' U feat. CHiE (Foxxi misQ)
  - 作詞：JUN, SHIN, CHiE 作曲：JUN, DJ GEORGIA, CHiE
  - Produced by JUN

ミニアルバム『VOYAGE』収録曲。
12. アイコトバ
  - 作詞：JUN, SHIN 作曲：JUN
  - Produced by JUN
13. The Way 〜目指す明日へ〜
  - 作詞：JUN, SHIN 作曲：JUN
  - Produced by JUN

メジャー1枚目のシングル。
14. [Bonus Track] Dear... feat. MAY'S (Sweet Heart Remix)
  - 作詞：JUN, SHIN, 片桐舞子 作曲：NAUGHTY BO-Z
  - Remixed & Produced by JUN

シングル「ナミダボシ」収録曲。CLIFF EDGE&MAY'Sの「Dear...」のリミックス・ヴァージョン。

### DISC2-DVD
初回盤のみ収録
[MUSIC CLIP]
1. The Way 〜目指す明日へ〜
2. 終わりなき旅 feat. AJ
3. SA・YO・NA・RA 〜君を忘れないよ〜
4. また二人で… 〜あの日の帰り道〜 feat. RSP

[Premium Live'09　”VOYAGE”＠代官山UNIT]
1. Opening 〜We Will Rock You !!
2. Feelin' U feat. CHiE (Foxxi misQ)
3. The Way 〜目指す明日へ〜